# رام براساد شارما
رام براساد شارما هو سياسي هندي، ولد في 14 فبراير 1955. نشط حزبياً في حزب بهاراتيا جاناتا. في 2014 Indian general election in Tezpur Lok Sabha constituency ‏، انتخب عضو لوك سابها السادسة عشر ‏ عن دائرة Tezpur Lok Sabha constituency ‏ وقد انضم خلال فترته النيابية ‏ للكتلة البرلمانية حزب بهاراتيا جاناتا.